# Atlantische vlekdolfijn
De Atlantische vlekdolfijn of de Atlantische gevlekte dolfijn (Stenella frontalis) is een dolfijnensoort die in de golfstroom van de noordelijke Atlantische Oceaan leeft. 

## Kenmerken
Vlekdolfijnen hebben in hun jeugd geen vlekken, maar in de loop der jaren ontwikkelt zich een karakteristiek vlekkenpatroon over het gehele lichaam.

## Leefwijze
De Atlantische vlekdolfijn is gewend om in groepen te leven. Hij lijkt sterk op de tuimelaar.

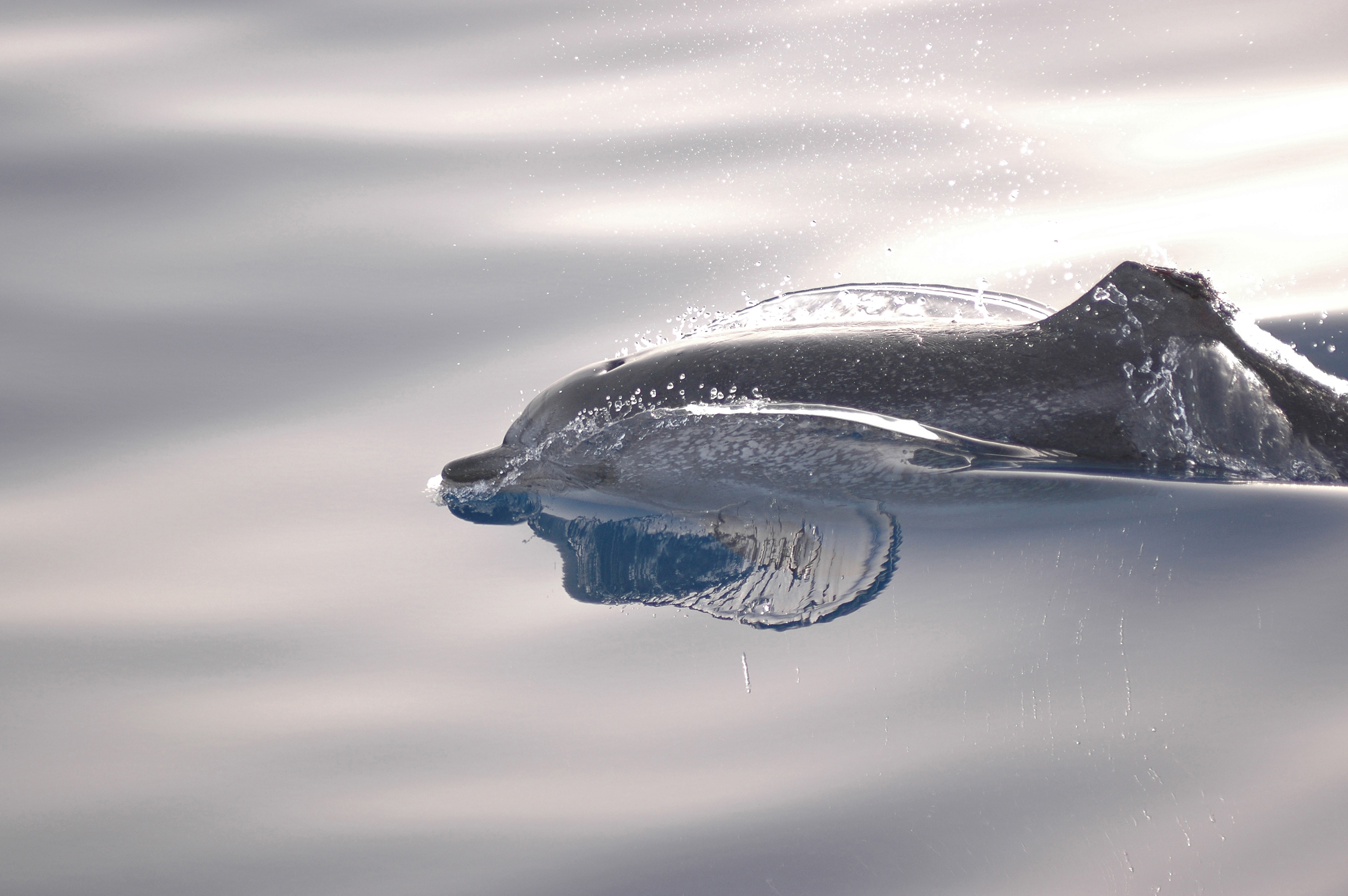
Stenella frontalis, La Gomera